# Mörkrets furste (film, 1987)
Mörkrets furste (engelska: Prince of Darkness) är en amerikansk skräckfilm från 1987 i regi av John Carpenter, med Donald Pleasence, Jameson Parker, Victor Wong och Lisa Blount i rollerna. Filmen handlar om hur en grupp människor försöker hindra en Anti-Gud från att komma till vår värld. Filmen grundar sig på kvantmekanikens principer.

## Rollista
| Donald Pleasence         | – Priest              |
| Jameson Parker           | – Brian Marsh         |
| Victor Wong              | – Prof. Howard Birack |
| Lisa Blount              | – Catherine Danforth  |
| Dennis Dun               | – Walter              |
| Susan Blanchard          | – Kelly               |
| Anne Marie Howard        | – Susan Cabot         |
| Ann Yen                  | – Lisa                |
| Ken Wright               | – Lomax               |
| Dirk Blocker             | – Mullins             |
| Jessie Lawrence Ferguson | – Calder              |
| Peter Jason              | – Dr. Paul Leahy      |
| Robert Grasmere          | – Frank Wyndham       |
| Thom Bray                | – Etchinson           |